# Collomia wilkenii
Collomia wilkenii är en blågullsväxtart som beskrevs av L.A.Johnson och R.L.Johnson. Collomia wilkenii ingår i släktet limfrön, och familjen blågullsväxter. Inga underarter finns listade i Catalogue of Life.